# Koulové sporty
Koulové sporty je souhrnný název pro sporty, které sdružuje Světová konfederace koulových sportů (CMSB) anglicky Confédération Mondiale des Sports de Boules, která je členem ARISF, MOV a IWGA.
Patří mezi sporty uznané Mezinárodním olympijským výborem. Na Světových hrách se objevují od roku 1985. Členství v mezinárodní zastřešující asociaci olympijských a neolympijských sportů SportAccord od roku 1967.

## Členské federace
- Boule lyonnaise: Fédération Internationale de Boules (FIB)
- Pétanque: Fédération Internationale de Pétanque et Jeu Provençal (FIPJP)
- Raffa: Confederazione Boccistica Internazionale (CBI)

### České asociace
- Pétanque: Česká asociace pétanque klubů (ČAPEK)
- Boccia: Czech boccia asosiation (CBA)

#### Podobné sporty
- Kulečník
- Bowling
- Kuželky